# Phyllogloea herrerae
Phyllogloea herrerae är en svampart som beskrevs av S. Sierra & Cifuentes 1998. Phyllogloea herrerae ingår i släktet Phyllogloea och familjen Phragmoxenidiaceae.   Inga underarter finns listade i Catalogue of Life.